# Retrato de Giovanna Tornabuoni
O Retrato de Giovanna Tornabuoni (Ritratto di Giovanna Tornabuoni em italiano) é uma pintura a têmpera sobre madeira de Domenico Ghirlandaio, pintado entre 1489 e 1490, com 77 cm × 49 cm de dimensão e exposto actualmente no Museu Thyssen-Bornemisza de Madrid.
A pintura representa Giovanna degli Albizzi, uma nobre florentina que casou com Lorenzo Tornabuoni e morreu ao dar à luz em 1488, data que consta da pintura. Foi identificada a partir de outros retratos existentes na Capela Tornabuoni e de uma Medalha de Giovanna Tornabuoni de Niccolò Fiorentino.

## Descrição
Representa a jovem dona de perfil, usando vestimentas preciosas incluindo uma gamurra da época. Contra o pano de fundo de uma parede escura, onde se abre uma estante com alguns objetos, destaca-se o retrato da mulher nobre, em pose de pé e de grande dignidade, embora suavizado pelas curvas das costas e do peito, e da indumentária faustosa com cores brilhantes e quase esmaltadas.
Por detrás da figura, na estante, estão vários objectos que se referem aos gostos refinados e caracter da retratada. De um lado um colar de coral (talvez um rosário), um livro de oração quase  fechado e uma inscrição em latim com parte de um epigrama do Século I d.C. do poeta Martial que salientam a sua piedade e vida interior. Do outro lado está uma jóia dourada na forma de dragão, com duas pérolas e um rubi, que forma conjunto com o pendente de um laço de sede que tem à volta do pescoço e se refere à sua vida pública.
O epigrama de Martial intitulava-se A um Retrato de Antonius Primus com a data XXXII por baixo. A inscrição em latim da pintura diz: ARS VTINAM MORES ANIMVMQUE EFFINGERE POSSES PVLCHRIOR IN TERRIS NVLLA TABELLA FORET MCCCCLXXXVIII. Ou seja: “Arte, quisera o céu que pudesses representar o seu carácter e virtude e não haveria na terra pintura mais bela. 1488”.

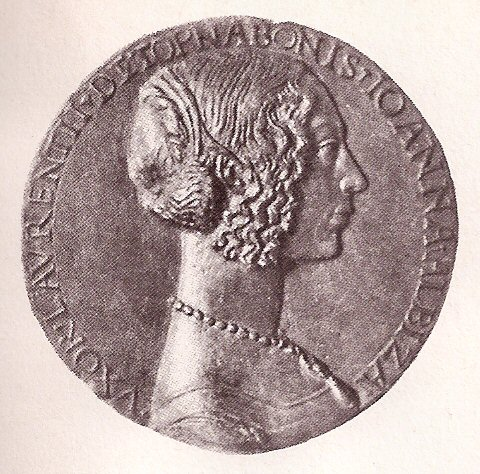
Medalha de Giovanna Tornabuoni, de Niccolò Fiorentino

De acordo com o Museu Thyssen-Bornemisza, o Retrato de Giovanna Tornabuoni é um mais atraentes e fascinantes da sua coleção. É um exemplo clássico do retrato florentino do Quatrocento em que a retratada está na posição vertical, de perfil total e com os braços em repouso e as mãos unidas. No rosto e no corpo as características e proporções são idealizadas. No presente exemplo, isso é evidente nas linhas com que criou o pescoço delgado e a forma do corpo e na expressão perfeita e desprovida de emoção. Como em outros retratos deste período, o ideal de beleza usado para descrever Giovanna Tornabuoni é baseado em princípios e exemplos tirados da Antiguidade clássica que os artistas desta época depois combinavam com as características particulares do retratado.

## Giovanna Tornabuoni
Giovanna degli Albizzi casou com Lorenzo Tornabuoni a 15 de Junho de 1486. Tendo nascido em 18 de Dezembro de 1468, morreu com apenas vinte anos em 7 de Outubro de 1488 durante o trabalho de parto. Para Jan Lauts este retrato é anterior ao afresco em Santa Maria Novella e pode ter sido o modelo desta obra posterior. John Pope-Hennessy, por sua vez, considera o retrato posterior ao afresco devendo ser um retrato póstumo e que a data que consta do epigrama em latim da pintura é a da morte de Giovanna.
A identidade da retratada foi estabelecida através de medalhas de ouro como a que está atribuida ao gravador Niccoló Fiorentino e que se encontra na National Gallery of Art, em Washington, em que Giovanna é representada também de perfil com uma jóia no peito e com a inscrição do seu nome. A medalha foi possivelmente encomendada em relação a seu casamento.
Ghirlandaio também a representou num dos afrescos do conjunto executado na capela principal de Santa Maria Novella, encomendados pelo sogro de Giovanna e pintados por Ghirlandaio entre 1486 e 1490. Neste fresco - A Visitação - Giovanna ocupa uma posição importante. Colocada no lado direito da composição, ela encabeça uma fila de três figuras. Embora no afresco esteja representada em toda a altura, a pose, a indumentária e os acessórios dela são os mesmos da pintura.

## História recente
A pintura esteve na posse da família Tornabuoni no seu palácio em Florença, tendo passado para a posse da família Pandolfini no século XVII. Mais tarde, fez parte da colecção do barão Achille Seillière e da princesa Sagan. Em 1878 há registo de estar em Brighton na colecção de Henry Willet, que o cedeu depois a Rodolphe Kann. Foi adquirido por John Pierpont Morgan em 1907 e esteve na Pierpont Morgan Library, de Nova Iorque, até 1935 quando foi adquirido pela colecção Thyssen-Bornemisza.